# Чистово (Омская область)
Чисто́во — село в Оконешниковском районе Омской области России. Административный центр Чистовского сельского поселения.

## История
Населённый пункт основан в 1894 году. В 1928 году посёлок Чистовский состоял из 175 хозяйств, основное население — русские. В административном отношении являлся ццентром Чистовского сельсовета Крестинского района Омского округа Сибирского края.

## Население
| 2002 | 2010 |
| ---- | ---- |
| 1108 | ↘909 |

## Улицы
| - ул. Восточная, - ул. Дзержинского, - ул. Зелёная, | - ул. Кирова, - ул. Ленина, - ул. Мира, | - ул. Пролетарская, - ул. Садовая, - ул. Степная. |